# Sørøya
Sørøya (Noord-Samisch: Sállan) is het op drie na grootste eiland van Noorwegen en ligt in de provincie Finnmark. De westelijke helft van het eiland ligt in de gemeente Hasvik en het oostelijke helft in de gemeente Hammerfest. Sørøya wordt in het noorden omgeven door de Noorse Zee en in het zuiden door de Sørøysundet. Er wonen ruim 1.000 mensen op het eiland.
Het eiland is niet verbonden met het vasteland door bruggen of tunnels, maar er varen veerboten van Akkarfjord naar Hammerfest, van Langestrand naar Stortinden en van Hasvik naar Øksfjord. Op het eiland bevindt zich ook de luchthaven Hasvik.
In Hasvik staat op 438 meter hoogte een weerstation. Er bevindt zich ook een radarstation van de NAVO.

## Geschiedenis
Op Sørøya zijn overblijfselen uit de steentijd gevonden.
Op 15 februari 1945 werden 502 bewoners van Sørøya geëvacueerd door vier torpedobootjagers van de Royal Navy via Moermansk naar Schotland. De evacuatieoperatie droeg als codenaam Operation Open Door. Vijfendertig anderen scholen 99 dagen lang in de Kvithellangrot nabij Hasvik.

## Economie
Economisch is Sørøya afhankelijk van de visserij op onder andere kabeljauw, heilbot, gevlekte zeewolf en koolvis. Elk jaar wordt er in de maand juli een visserijfeest georganiseerd, de Sørøydagene.
De zwaarste op het eiland aan land gebrachte kabeljauw woog 37,5 kilogram, de zwaarst gevangen gevlekte zeewolf woog 19,07 kilogram, de zwaarst gevangen heilbot woog 161,2 kilogram en de zwaarst gevangen koolvis had een gewicht van 18,1 kilogram.
Ten noorden van Sørøya ligt een producerend olieveld, Goliat genaamd.

## Plaatsen
De belangrijkste nederzettingen op Sørøya zijn:
- Akkarfjord
- Bårvik
- Bismervik
- Bottsfjord
- Breivik
- Breivikbotn
- Finelv
- Finvik
- Gamvik
- Haraldseng
- Hasfjord
- Hasvik
- Hellefjord
- Høyvik
- Kobbevåg
- Langstrand
- Sandvik
- Skarvfjordhamn
- Sørvær
- Storelv